# Jarl Forssell
Jarl Oskar Forssell, född 16 maj 1912 i Helsingfors, död där 30 april 1964, var en finländsk läkare.
Forsell blev medicine och kirurgie doktor 1939. Han utnämndes 1958 till docent i invärtes medicin vid Helsingfors universitet, och var även verksam som biträdande lärare vid IV Medicinska kliniken. Han beskrev ökad koncentration av röda blodkroppar (polycytemi) vid njurtumörer och polycystisk njure (Forssells syndrom), vilket numera anses bero på överproduktion av hormonet erytropoietin ("epo").